# Whitstable
Whitstable je morsko ljetovalište od 33 356 stanovnika na jugoistoku Engleske.

## Zemljopisne odlike
Whitstable leži u kentskoj grofoviji, na južnoj obali estuarija rijeke Temze,  istočno od otoka Sheppeyja oko 6 km zapadno od zaljeva Herne.

## Povijest
Whitstable je prvi put dokumentiran u Domesday Booku 1086. pod imenom – Witenestaple. 
Još od rimskih vremena poznat je po oštrigama iz mora. Tijekom srednjega vijeka Whitstable je bio luka i odmorište za hodočasnike koji su išli u Canterbury, udaljen oko 11 km jugoistočno. Od 19. stoljeća izrastao je u ljetovalište i ladanjsko stambeno naselje.

## Pobratimski gradovi
- Dainville, Francuska
- Borken, Njemačka
- Říčany, Češka
- Albertslund, Danska
- Mölndal, Švedska

## Vanjske poveznice
- Whitstable  Arhivirana inačica izvorne stranice od 6. lipnja 2017. (Wayback Machine) (engl.)